# Mies Merkelbach
Maria Antonia (Mies) Rosenboom-Merkelbach (Amsterdam, 21 april 1904 - aldaar, 2 april 1985) was een Nederlands fotografe.

## Leven en werk
Merkelbach, dochter van fotograaf Jacob Merkelbach en Josephine Maria Wilhelmina Harmsen, ging in 1924 werken in het Atelier J. Merkelbach van haar vader. In 1939 trouwde ze met Lambertus J.M. (Bobby) Rosenboom (1905-1974), die sinds 1932 als operateur werkte in het atelier.
Tijdens de Duitse bezetting van Nederland in de Tweede Wereldoorlog werd haar man in 1941 door de Duitsers gearresteerd en kwam tot het eind van de bezetting in 1945 vast te zitten. Na het overlijden van Jacob Merkelbach in 1942 kreeg Mies Rosenboom-Merkelbach de leiding van het bedrijf. Tijdens de oorlogsjaren maakt ze behalve vele foto's van Duitse militairen ook pasfoto's voor het Verzet.
Op 29 april 1969, de verjaardag van haar vader, stopte ze met het bedrijf, verkocht een deel van de collectie aan het Londense Theatre Museum, het Deutsches Museum in München en het Leidse Prentenkabinet en schonk 150.000 negatieven aan de Gemeente Amsterdam.

## Enkele foto's gemaakt door Mies Merkelbach

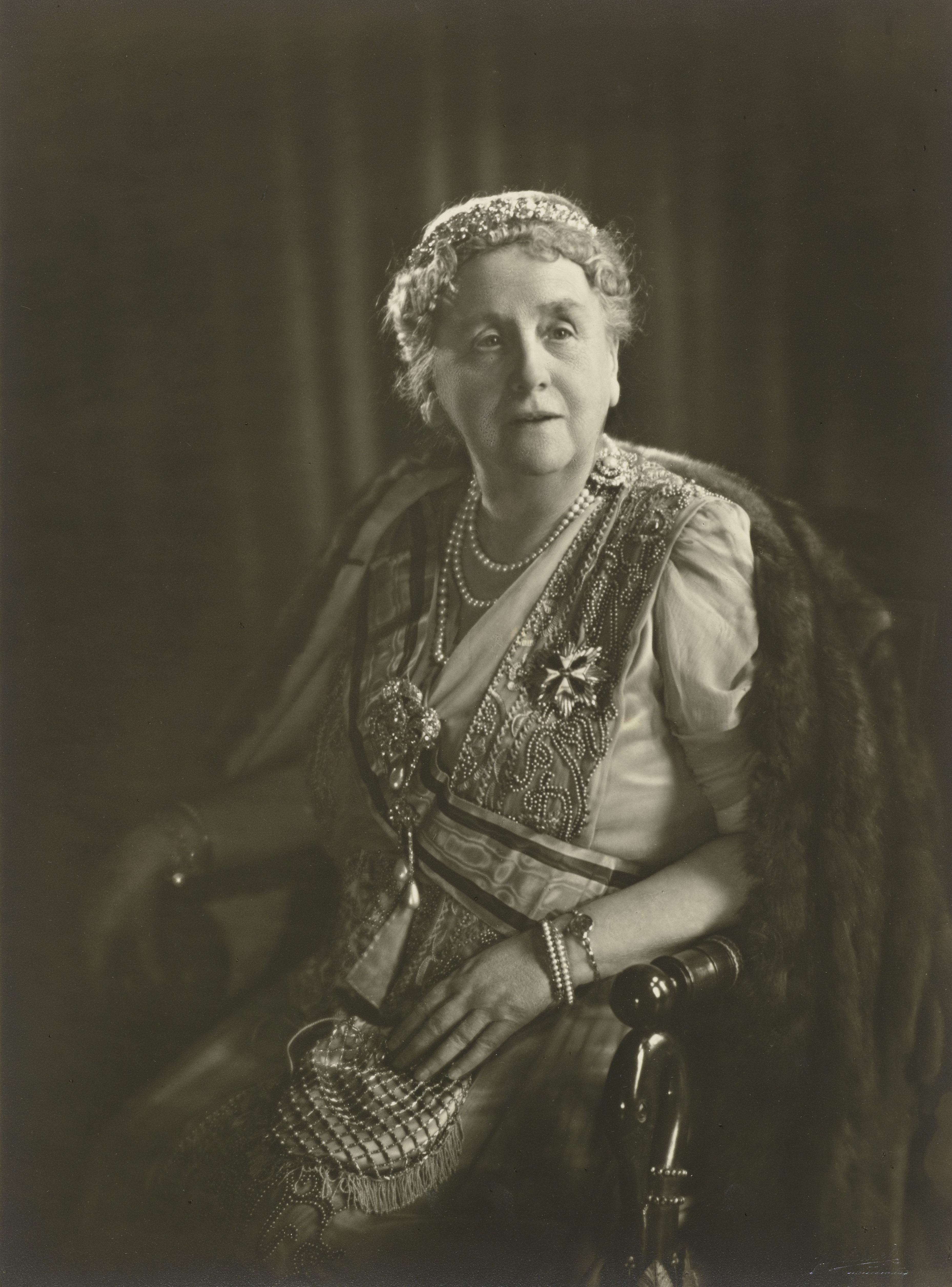
Koningin Wilhelmina (1948)
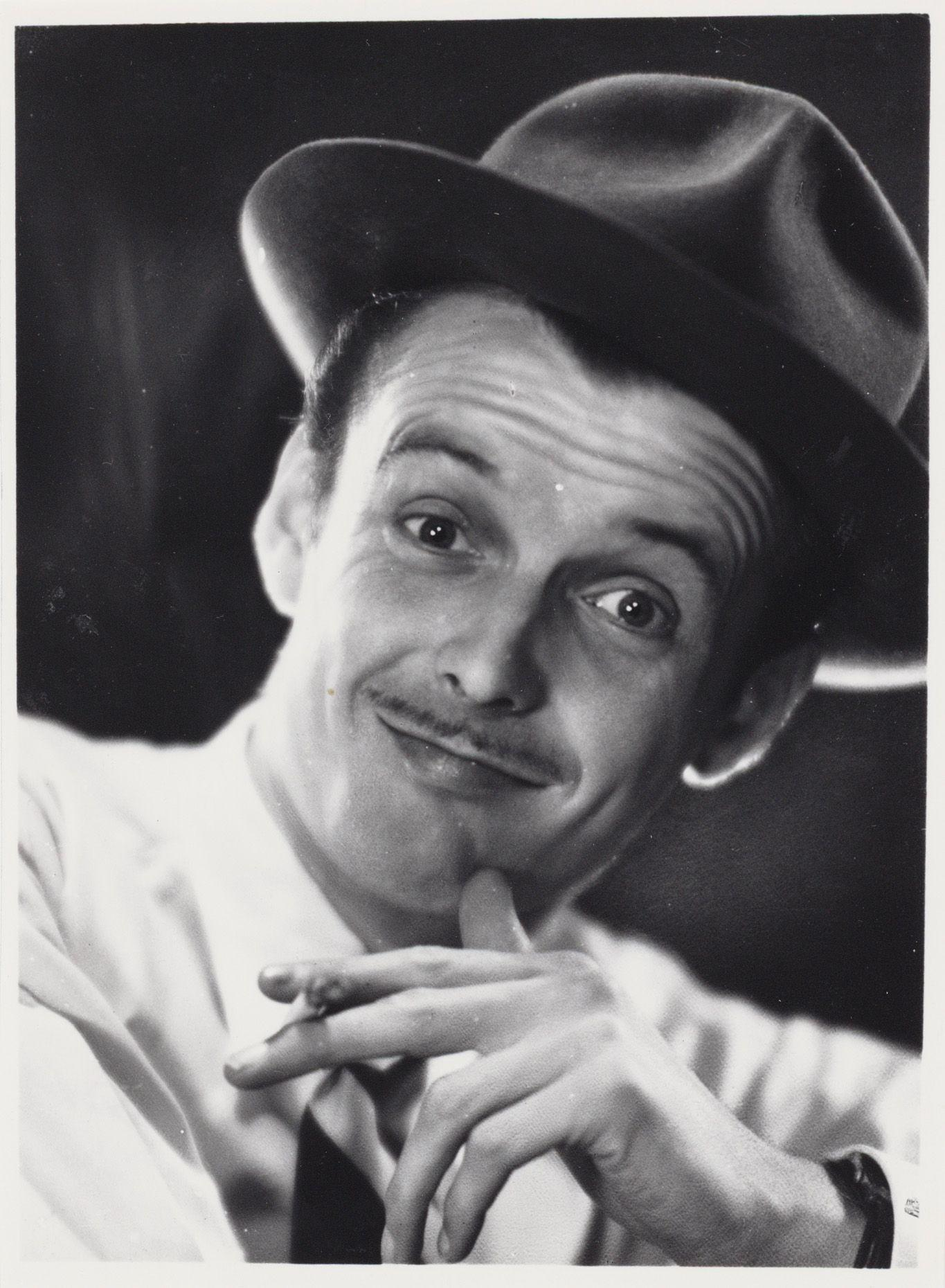
Toon Hermans (1947)
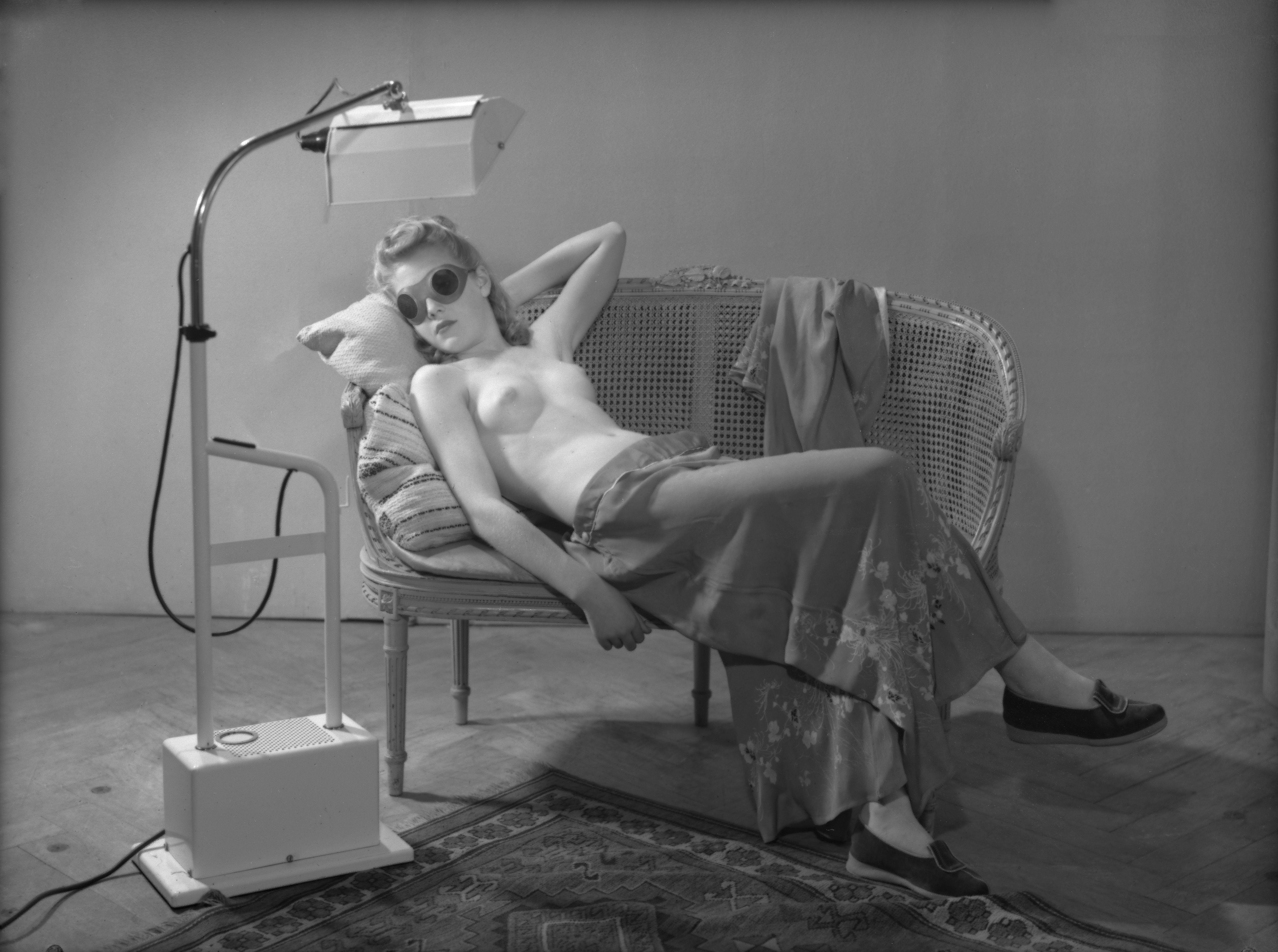
Reclame voor Philips' hoogtezon (1946)
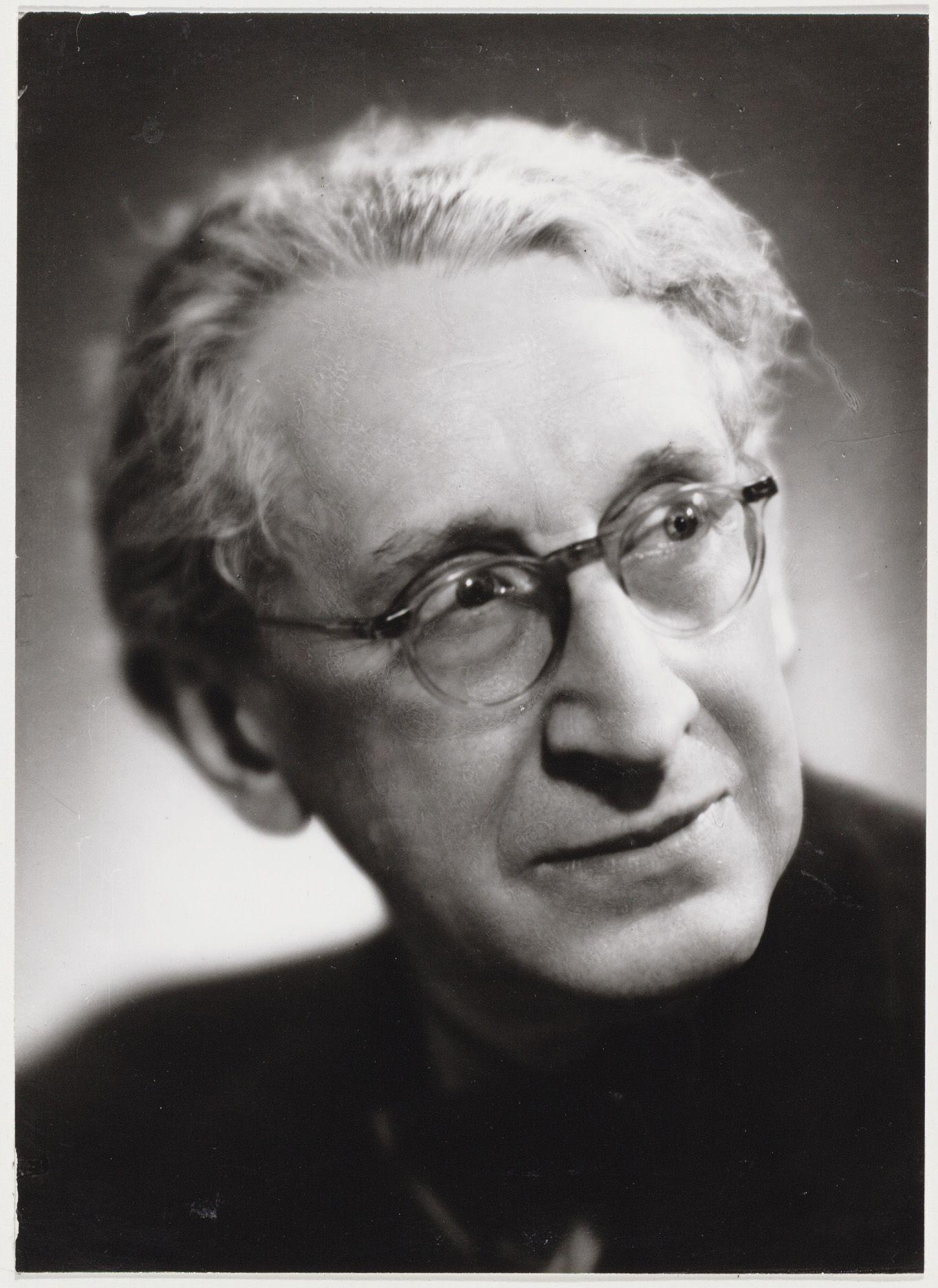
Portret van Ko Arnoldi (1945)

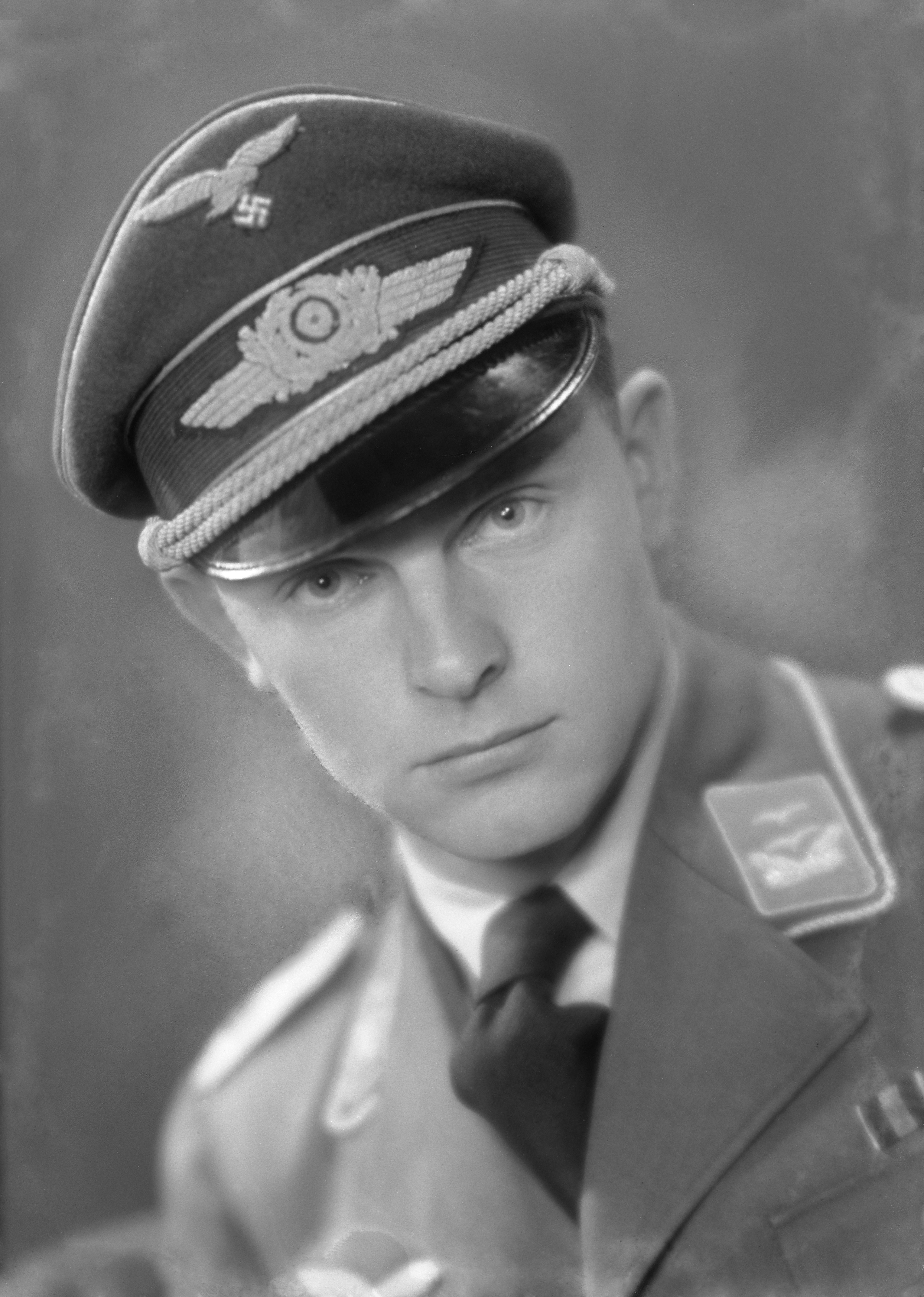
Luftwaffe Oberleutnant Hahn (1942)
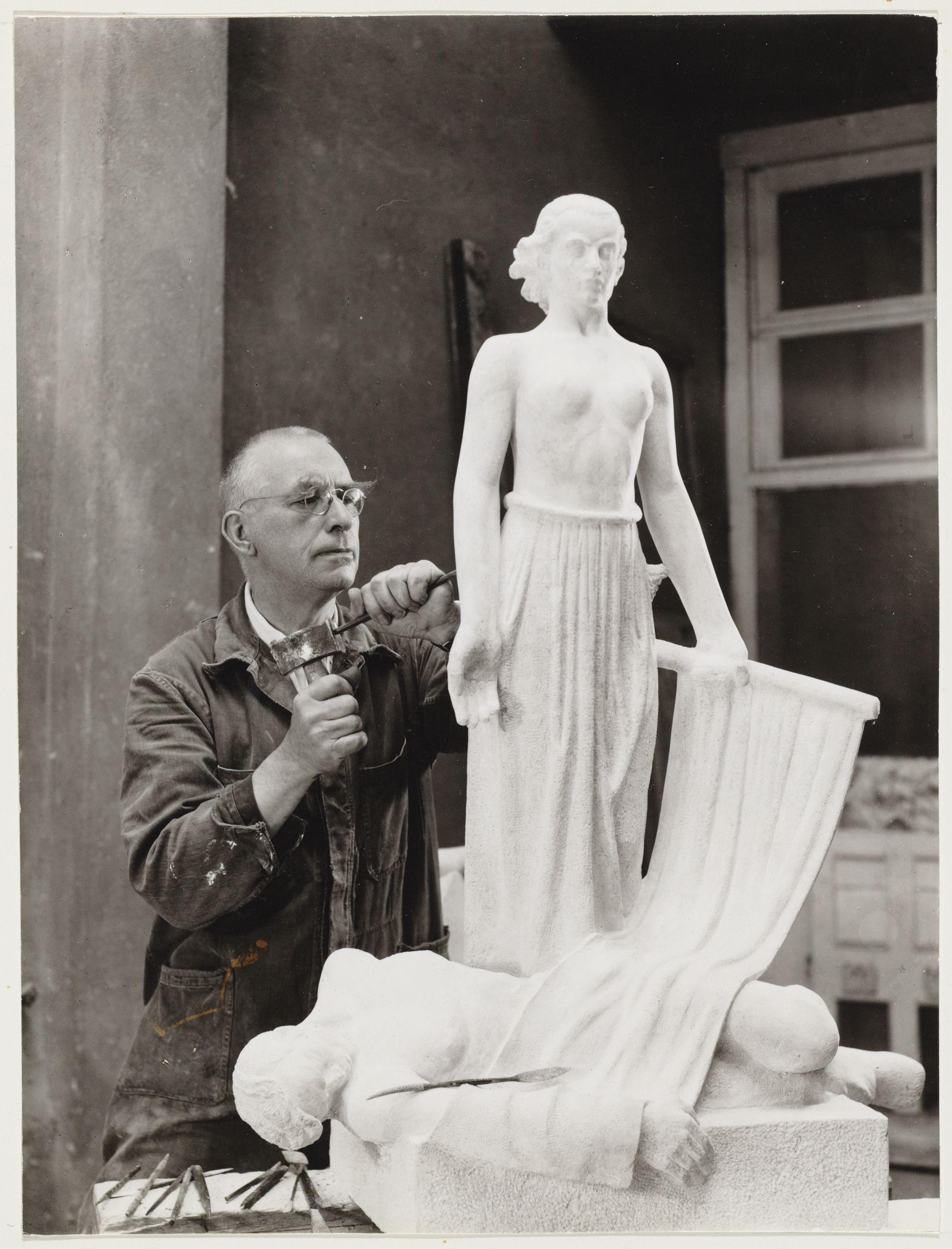
Hildo Krop (1947)
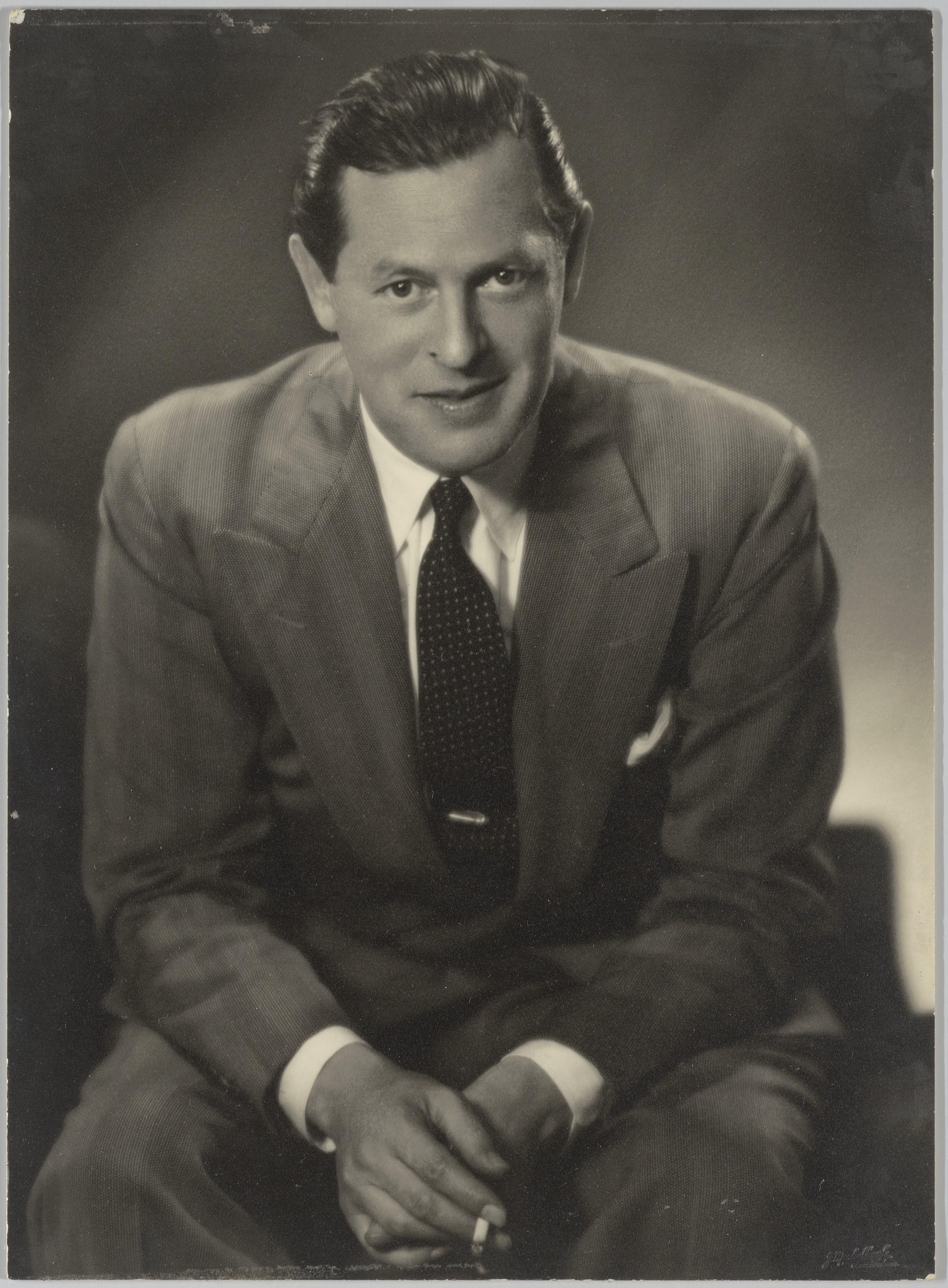
Louis Borel (1949)
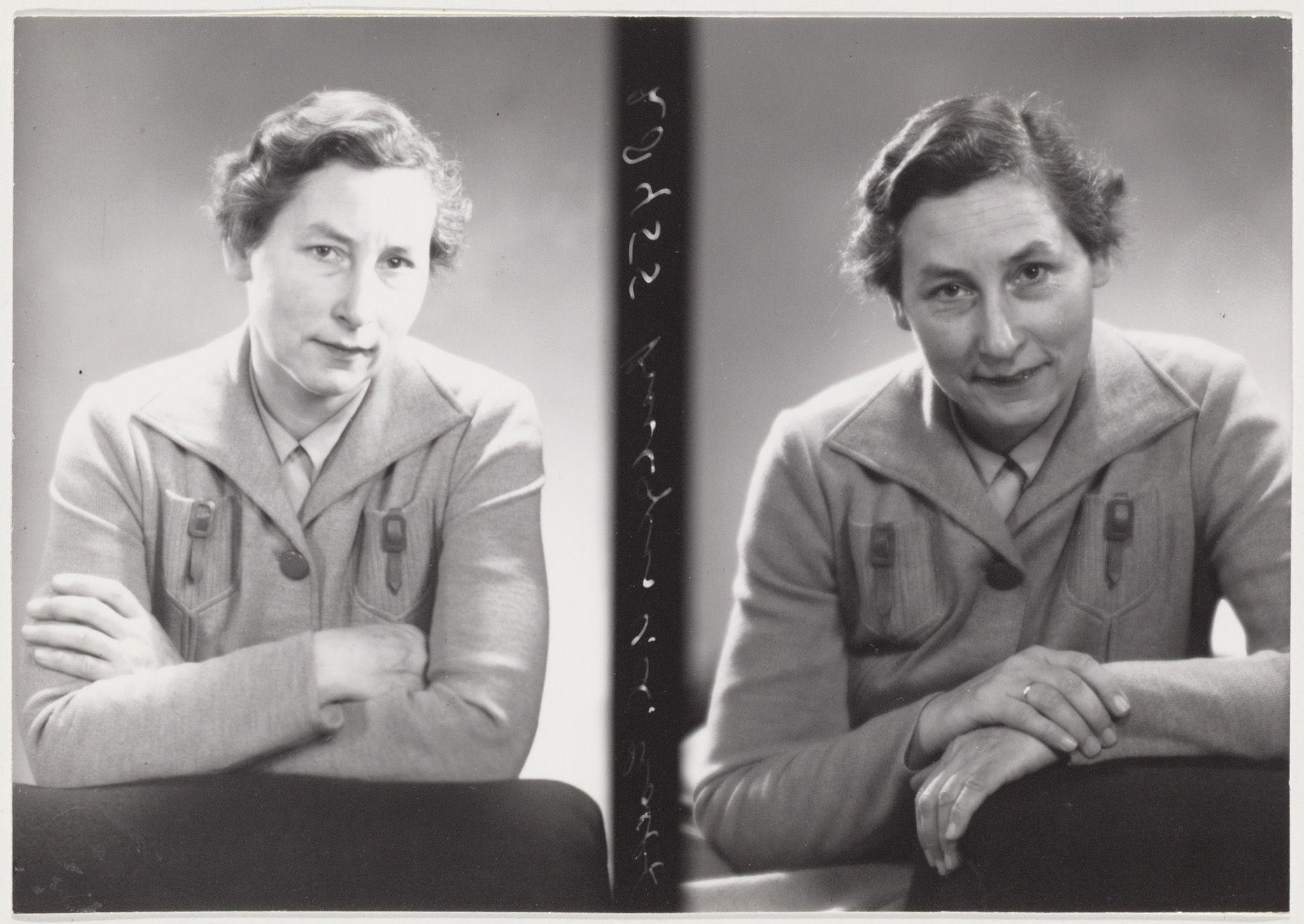
An Rutgers van der Loeff (1953)